# Theodore Kosloff
Theodore Kosloff (22 de enero de 1882 – 22 de noviembre de 1956) fue un bailarín, coreógrafo y actor teatral y cinematográfico de origen ruso.

## Carrera
Su verdadero nombre era Fyodor Mikhailovich Koslov, nació en Moscú en 1882. Kosloff empezó su carrera professional de ballet tras aprender en el Teatro Bolshói de Moscú. Tras graduarse en 1901, empezó a hacer giras internacionales con la compañía de Sergei Diaghilev a la cual se unió en 1909. Mientras viajaba con la compañía, Kosloff inició una relación sentimental con una componente de la misma, la futura esposa de Rodolfo Valentino, Natacha Rambova. La relación fue breve y, al parecer, tempestuosa.
Tras llegar a los Estados Unidos en 1909, Kosloff fue presentado al influyente director cinematográfico Cecil B. DeMille por la actriz y guionista Jeanie MacPherson. DeMille fue también animado a firmar un contrato con Kosloff por su persistente joven sobrina Agnes de Mille, que era una ardiente admiradora del bailarín. DeMille quedó impresionado por el joven artista, y rápidamente dio trabajo como actor a Kosloff. El primer papel le llegó en 1917, en la película dirigida por DeMille The Woman God Forgot, junto a la muy popular cantante y actriz Geraldine Farrar.
Kosloff también trabajó como coreógrafo de manera continuada a lo largo de su carrera de actor, y entre 1912 y 1916 coreografió varios musicales de Broadway: The Passing Show of 1915 (1915-1916), A World of Pleasure (1915-1916) y See America First (1916). Desde 1918 a 1919 Kosloff también actuó en el teatro en la obra The Awakening.
A principios del año 1923, el periódico Los Angeles Times afirmaba que ha Kosloff le había sido ofrecido el trono de los Tártaros.
Viajó a Nueva York en febrero de ese año, donde se encontró con su hermano y compañero de baile Alexis Kosloff, así como con representantes del Partido Liberal de Kazán. Temiendo la resistencia del partido conservador, Kosloff declinó aceptar la oferta.
La carrera de Kosloff como actor abarcó la década de 1920, y actuó a menudo en el primer papel masculino al lado de actrices de renombre como Nita Naldi, Gloria Swanson, Bebe Daniels y Anna Q. Nilsson. Con su pelo oscuro y su complexión, el bailarín solía ser escogido para interpretar papeles exóticos, como por ejemplo los de "Latin lover", príncipe o noble del este de Europa, o jeque árabe. Además, su carrera en gran medida dependió de los papeles que DeMille le facilitaba en sus filmes. 
Con la llegada del cine sonoro, la carrera de Kosloff llegó a su fin. Los directivos de los estudios no querían elegirle como intérprete por su pronunciado acento ruso. Su última actuación cinematográfica fue un papel sin acreditar como instructor de baile en la película de 1937 dirigida por Gregory La Cava Stage Door (Damas del teatro), interpretada por Ginger Rogers, Katharine Hepburn y Adolphe Menjou.

## Últimos años y fallecimiento
Tras retirarse de la interpretación, Kosloff siguió trabajando como coreógrafo y fundó una exitosa escuela de ballet en Los Ángeles. Theodore Kosloff falleció en 1956 en Los Ángeles, California, a los 74 años de edad. Fue enterrado en el Cementerio Valhalla Memorial Park de North Hollywood, Los Ángeles. 
Por su contribución a la industria cinematográfica, Theodore Kosloff tiene una estrella en el Paseo de la Fama de Hollywood, en el 1617 de Vine Street, en Hollywood.